# Skyang Kangri
Der Skyang Kangri (auch Staircase Peak) ist ein nordöstlich des K2 gelegener Berg im zentralen Karakorum.

## Lage
Er hat eine Höhe von 7545 m. Die Höhe des Südgipfels wird mit 7512 m angegeben, dennoch scheint es möglich, dass dieser Gipfel höher ist als der vermeintliche Hauptgipfel. Ein 6460 m Bergsattel trennt den Skyang Kangri von der Ostschulter des K2. Der 5925 m hohe Bergsattel Skyang La (Windy Gap) befindet sich am Südostfuß des Skyang Kangri. An der Ostflanke strömt der Südliche Skyanggletscher, an der Nordflanke der Nördliche Skyanggletscher sowie an der Südflanke der Godwin-Austen-Gletscher. Auf der Südseite des Skyang Kangri entspringt der Godwin-Austen-Gletscher, der dann östlich des K2 zum Concordiaplatz fließt.

## Besteigungsgeschichte
Der Westgipfel des Berges ist unbestiegen, die Besteigung wurde bisher drei Mal versucht. Den ersten, gescheiterten, Besteigungsversuch unternahm eine japanische Expedition im Jahr 1975.
Ein Jahr später gelang einer 10-köpfigen japanischen Expedition unter der Leitung von Genzo Mitsui die Erstbesteigung. Mit Yoshioki Fujioji und Hideki Nagata erreichten am 11. August 1976 die ersten Menschen den Hauptgipfel. Die Aufstiegsroute führte vom Godwin-Austen-Gletscher über den Ostgrat zum Gipfel. Dabei wurden 4 Lager errichtet. Ein weiterer Besteigungsversuch fand im Jahr 1980 statt, der aber scheiterte.